# Jason W. Moore
Jason W. Moore (* 30. Januar 1971) ist ein US-amerikanischer Historiker, Humangeograph und Professor für Soziologie. Er gilt als einer der Mitbegründer der Weltökologie, einem Ansatz in Anlehnung an die Weltsystemtheorie.

## Leben
Moore absolvierte sein Bachelor-Studium an der University of Oregon und machte dort 1994 seinen Abschluss in den Bereichen Politikwissenschaft und Soziologie. Im Anschluss studierte er Geschichte an der University of California, Santa Cruz. Das Master-Studium schloss er 1997 ab. 2007 promovierte er an der University of California, Berkeley im Fach Geographie. Anschließend schlug er eine fortlaufende akademische Karriere ein und durchlief verschiedene Anstellungen an mehreren Universitäten, auch außerhalb der Vereinigten Staaten.
Moore forscht und publiziert insbesondere zum Themenbereich Kapitalismus und Umwelt, vor allem mit Blick auf deren historische Entwicklung und ihre aktuelle Krise. Seit 2013 lehrt er u. a. Weltgeschichte und Weltökologie an der Binghamton University im Fachbereich Soziologie. Er koordiniert das World-Ecology Research Network.
2004 wurde Moore mit dem Alice Hamilton Prize der American Society for Environmental History ausgezeichnet. Er ist verheiratet und Vater eines Kindes.

## Veröffentlichungen (Auswahl)
- Capitalism in the Web of Life. Ecology and the Accumulation of Capital, Verso Books, London 2015, ISBN 978-1-78168-902-8.
  - deutsche Ausgabe: Kapitalismus im Lebensnetz. Ökologie und die Akkumulation des Kapitals, Matthes & Seitz, Berlin 2020, ISBN 978-3-95757-705-4.
- als Herausgeber: Anthropocene or Capitalocene? Nature, History, and the Crisis of Capitalism, PM Press, Oakland 2016, ISBN 978-1-62963-148-6.
- gemeinsam mit Raj Patel: A History of the World in Seven Cheap Things. A Guide to Capitalism, Nature, and the Future of the Planet, University of California Press, Berkeley 2017, ISBN 978-0-520-29313-7.
  - deutsche Ausgabe: Entwertung. Eine Geschichte der Welt in sieben billigen Dingen, Rowohlt, Berlin 2018, ISBN 978-3-7371-0052-6.